# أسل قوي
أسل قوي (الاسم العلمي: Juncus validus) نوع نباتي يتبع جنس الأسل وينتمي إلى الفصيلة الأسلية.